# 학창보고서
"학창보고서"는 1987년에 개봉한 대한민국의 영화이다.

## 캐스팅
- 정하완 : 창하 역
- 이상아 : 해리 역
- 남궁원
- 전운
- 김의상
- 권용운
- 이상미
- 이정희
- 김일우
- 조주미
- 서희탁
- 이승우
- 김나운
- 손미영
- 김지희
- 김정숙
- 이숙
- 우형준
- 양택조
- 남수정
- 오경아
- 유명순
- 김기종
- 박부양
- 강희
- 길달호
- 안진수
- 김경란
- 우길용
- 김준태
- 김지연
- 임덕윤
- 백창빈